# Tiquaruçu

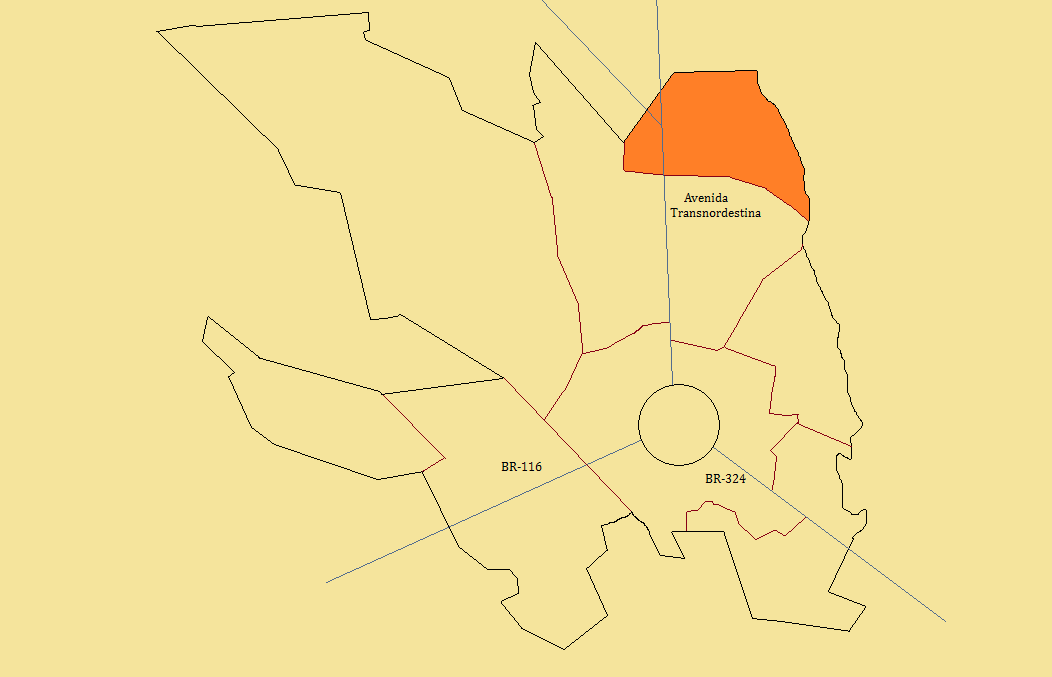
Localização do distrito, em cor laranja.

Tiquaruçu é um distrito do município baiano de Feira de Santana. Possui uma associação rural, a Associação Rural do Distrito de Taquaruçu O distrito comemora anualmente a Festa de São João
Até 1943, era denominado São Vicente.